# همر (شهر)
همر (به آلمانی: Hemer) یک شهر و شهر در آلمان است که در مرکیشر کرایس واقع شده‌است.

## خصوصیات
همر ۳۷٬۴۴۱ نفر جمعیت دارد.

## خواهرخوانده
شهرهای Beuvry, Steenwerck، برتن، Obervellach، دوبرلوگ-کیرشهاین و شچیولکوفو خواهرخوانده‌های همر (شهر) هستند.